# Enjambées
Enjambées est un recueil de nouvelles de Marcel Aymé, publié en 1967.

## Historique
Enjambées est un recueil de nouvelles de Marcel Aymé, publié le 11 octobre 1967. Il reprend cinq nouvelles parues dans d'autres recueils et une inédite La Fabrique.

## Composition du recueil
- Les Chiens de notre vie
- Oscar et Erick
- A et B
- Les Bottes de sept lieues
- La Fabrique
- Au clair de la lune
- Le Proverbe

## Éditions
- 1967 : Enjambées, Librairie Gallimard, La Bibliothèque blanche
- 1974 : Enjambées,  Gallimard Jeunesse
- 2000 : Enjambées, Librairie Gallimard, Collection Folio